# تفجيرات كنائس كادونا 2012
تفجيرات كنائس كادونا 2012 في 17 يونيو 2012 تعرضت ثلاث كنائس مسيحية في شمال نيجيريا لهجوم بالقنابل. قُتل ما لا يقل عن 12 شخصًا وجُرح 80. في 24 يونيو 2012 ذكرت وكالة رويترز في المملكة المتحدة أن 19 شخصًا قتلوا.

## التفجير
وقع انفجاران من ثلاثة انفجارات في منطقتي وساسا وسابون جاري في زاريا. الانفجار الثالث وقع في مدينة كادونا عاصمة ولاية كادونا. ووردت أنباء غير مؤكدة عن انفجارين آخرين في منطقة كادونا الجنوبية.
فرضت سلطات ولاية كادونا حظر تجول لمدة 24 ساعة.

## المسؤولية
صرحت ولاية كادونا أن بوكو حرام قد تكون مسؤولة عن الهجمات. ووفقًا لمصادر أخرى لم يتأكد أحد بعد من مصدر الهجوم، لكن يعتقد الكثيرون أنها من بوكو حرام. سبق لهذه المنظمة أن بررت الهجمات على الكنائس بالقول إنها كانت هجمات انتقامية على قتل المسلمين في وسط نيجيريا.